# Litteraturåret 1871

## Händelser
- 30 september – En 17-årig Arthur Rimbaud deklamerar sin dikt Den berusade båten för Paul Verlaine och andra inom konstnärsgruppen Vilains Bonshommes på ett café vid Place Saint-Sulpice i Paris.

## Priser och utmärkelser
- Kungliga priset – Georg Scheutz
- Letterstedtska priset för översättningar – Carl Anders Kullberg för översättningen av Ludovico Ariostos Den rasande Roland

## Nya böcker

### A – G
- A Floating City av Jules Verne
- A Leaf on Vrony's Grave av Johanna Spyri
- Alice i Spegellandet (Through the Looking-Glass) av Lewis Carroll
- A Daughter of Heth av William Black[1]
- Digte, lyrik av Henrik Ibsen
- Eye Openers av Mark Twain

### H – N
- Lille Viggs äventyr på julafton (1871–1875, saga) av Viktor Rydberg
- Little Men av Louisa May Alcott
- Middlemarch av George Eliot

### O – U
- Personlig berättelse om ett års resa genom centrala och östra Arabien (1862–1863) av William Gifford Palgrave[2]
- Pygmalion and Galatea, drama av W.S. Gilbert
- Screamers av Mark Twain[3]

### V – Ö
- Uppkomlingarna (La Fortune des Rougon) av Émile Zola
- Watch and Ward av Henry James

## Födda
- 18 januari – Franz Blei, österrikisk författare.
- 27 mars – Heinrich Mann, tysk författare.
- 14 april – John Morén, svensk författare.
- 10 juli – Marcel Proust, fransk författare.
- 29 juli – Walter Hülphers, svensk författare och journalist.
- 27 augusti – Theodore Dreiser, amerikansk författare.
- 27 september – Grazia Deledda, italiensk författare, nobelpristagare 1926.
- 30 oktober – Paul Valéry, fransk författare.
- 1 november – Stephen Crane, amerikansk författare.

## Avlidna
- 23 april – Émile Deschamps, 80, fransk poet.
- 31 juli – Phoebe Cary, 46, amerikansk poet.
- 4 september – Alfred de Bougy, 56, fransk bibliotekarie och författare.
- 25 september – Arvid August Afzelius, 86, svensk präst, psalmförfattare och folklivsforskare.

### Fotnoter
1. ↑  Leavis, Q.D. (1965). Fiction and the Reading Public (2nd). London: Chatto & Windus
2. ↑  ”Personal Narrative of a Year’s Journey through Central and Eastern Arabia (1862–63)”. World Digital Library. 15 mars 1871. http://www.wdl.org/en/item/11765/. Läst 24 september 2013.
3. ↑  ”World Cat”. http://www.worldcat.org/title/screamers-a-gathering-of-scraps-of-humour-delicious-bits-short-stories/oclc/804335&referer=brief_results. Läst 13 april 2011.